# Paul Petersen
Pour les articles homonymes, voir Petersen.
Paul Petersen, né le 23 septembre 1945 à Glendale en Californie, est un acteur, chanteur et activiste américain. Il a participé au Donna Reed Show dès l'âge de 11 ans.

## Biographie
Paul Petersen naît en 1945 à Glendale. Il est devenu célèbre dans les années 1950 en tant qu'enfant acteur en incarnant Jeff Stone dans le sitcom The Donna Reed Show. Il joue par la suite dans plusieurs films et téléfilms dans les années 1960. En parallèle il mène une carrière de chanteur, et sort plusieurs albums et singles entre 1962 et 1968.
En 1990, Petersen crée l'organisation A Minor Consideration pour soutenir les enfants stars et autres enfants travailleurs par le biais de la législation, de l'éducation familiale et de conseils personnels pour les personnes en difficulté.
Il a été marié à trois reprises, et a trois enfants.

## Filmographie
- 1957 : This Could Be the Night : Joey
- 1957 : La Cité pétrifiée (The Monolith Monsters) de John Sherwood : Bobby – Paperboy
- 1958 : Day of the Badman : Little Boy
- 1958 : Houseboat : David Winters
- 1967 : La Poursuite des tuniques bleues (A Time for Killing) de Phil Karlson : Blue Lake
- 1967 : Le Plus Heureux des milliardaires (The Happiest Millionaire) de Norman Tokar : Tony
- 1967 : In The Year 2889 (en) (téléfilm) : Steve Morrow
- 1968 : La Brigade des cow-boys (Journey to Shiloh) de William Hale : J.C. Sutton
- 1969 : Gidget Grows Up (téléfilm) : Moondoggie
- 1989 : Le Carnet fatal (Mike Hammer: Murder Takes All) de John Nicolella
- 1997 : Mommy 2: Mommy's Day : Paul Conway
- 2003 : Dickie Roberts: Former Child Star : lui-même
- 2010 : The Portal : Manager Rick

## Galerie

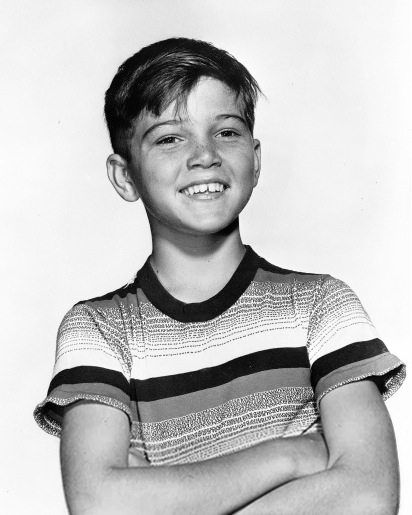
Paul Petersen en 1958
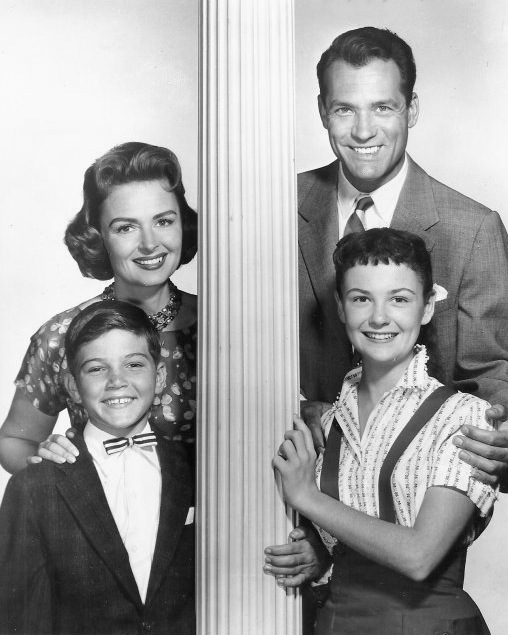
Paul Petersen dans le Donna Reed Show en 1958
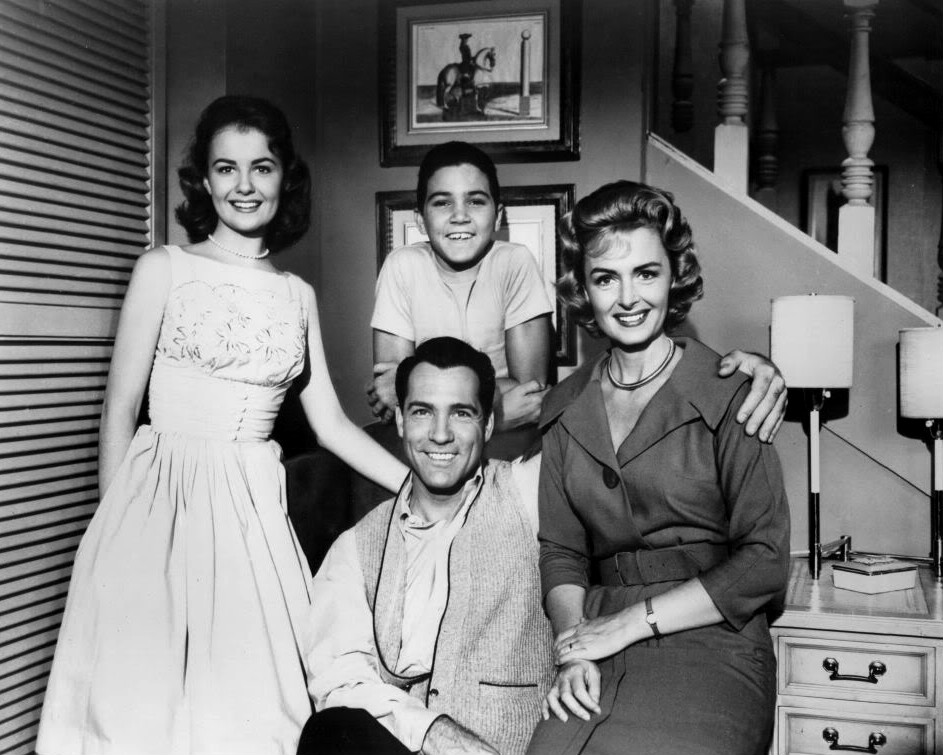
en 1960
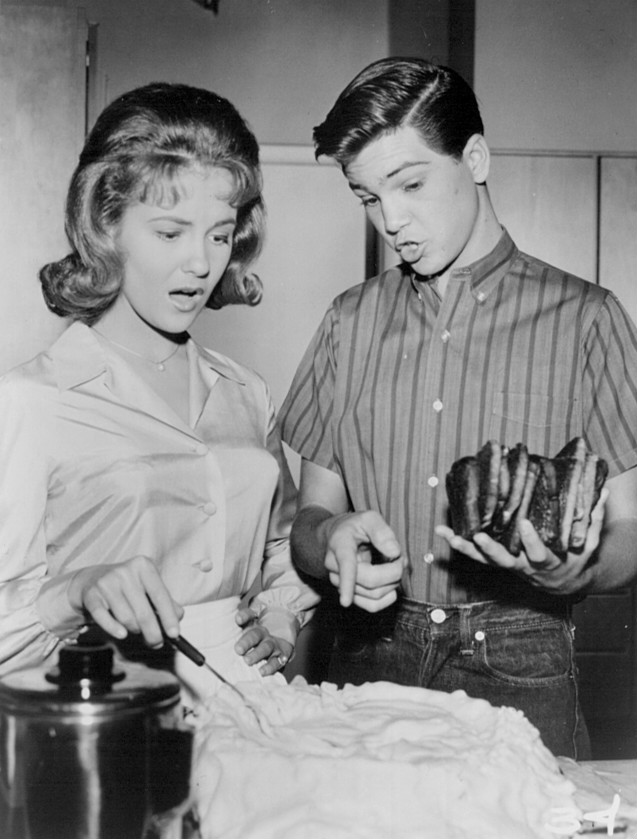
En 1962
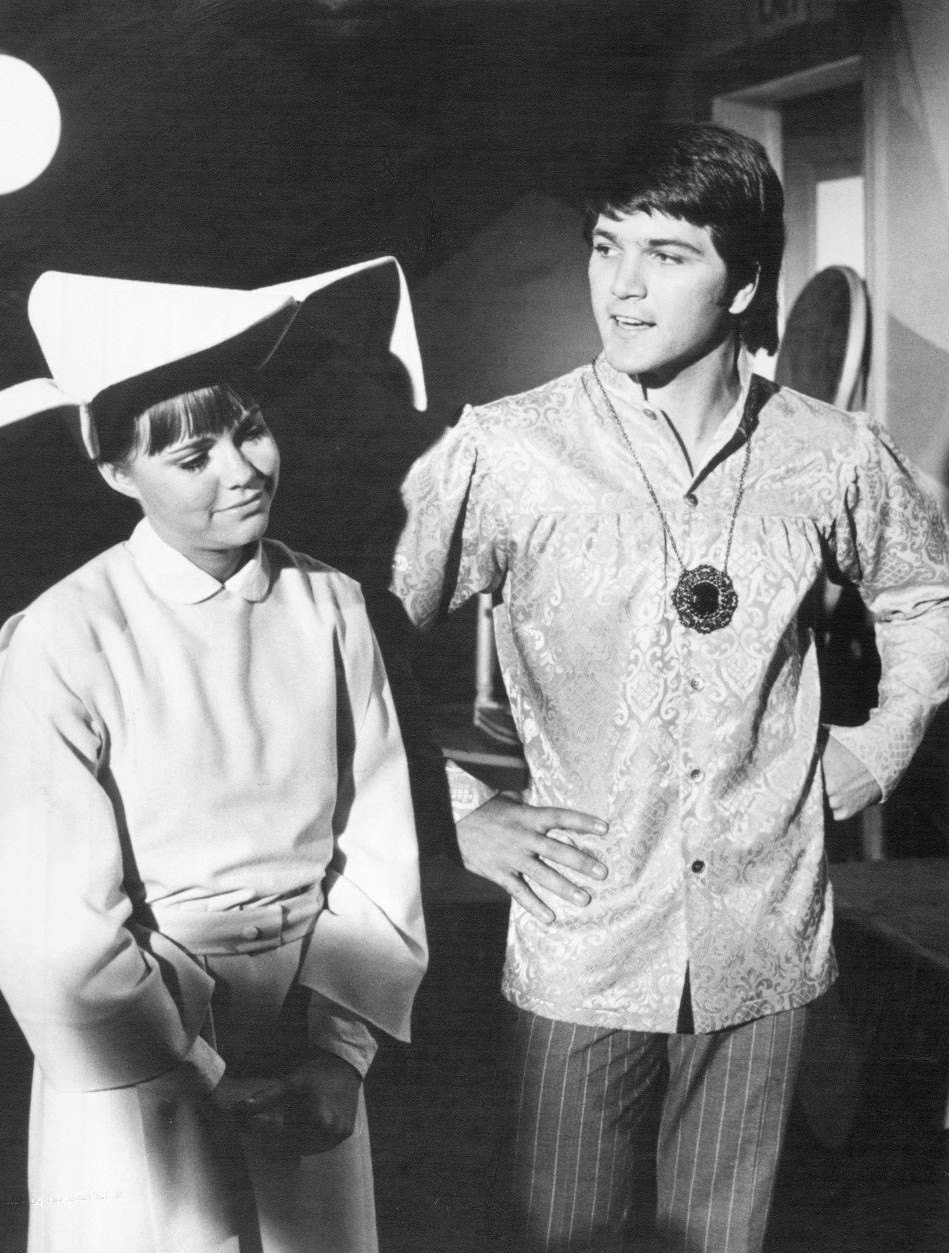
Avec Sally Field en 1968.